# Joseph Bengraf
Joseph Bengraf (* 20. Juli 1745 in Bad Neustadt an der Saale; † 4. Juni 1791 in Pest) war ein deutscher Komponist.

## Leben
Joseph Bengraf war seit 1784 Regens Chori in Pest an der innerstädtischen Kirche. Er heiratete Therese Kuttig, die Tochter des Kantors Ignaz Kuttig. Mit dieser hatte er vier Kinder.

## Werke
- Chorwerke, darunter Motetten
- 8 Requien
- Lieder
- Streichquartette.
- Messen